# Saint-Julien (Costes del Nord)
Saint-Julien (en bretó Sant-Juluan-Pentevr) és un municipi francès, situat a la regió de Bretanya, al departament de Costes del Nord. L'any 2004 tenia 1.872 habitants.

## Demografia
| 1962                                       | 1968 | 1975 | 1982 | 1990 | 1999 |
| ------------------------------------------ | ---- | ---- | ---- | ---- | ---- |
| 599                                        | 738  | 893  | 1508 | 1747 | 1755 |
| Des de 1962: població sense dobles comptes |      |      |      |      |      |

## Administració
| Període   | Identitat         | Partit |
| --------- | ----------------- | ------ |
| 1983-2007 | Christian Nicolas |        |
| 2007-     | Claude Blanchard  |        |